# Józef Ruffer

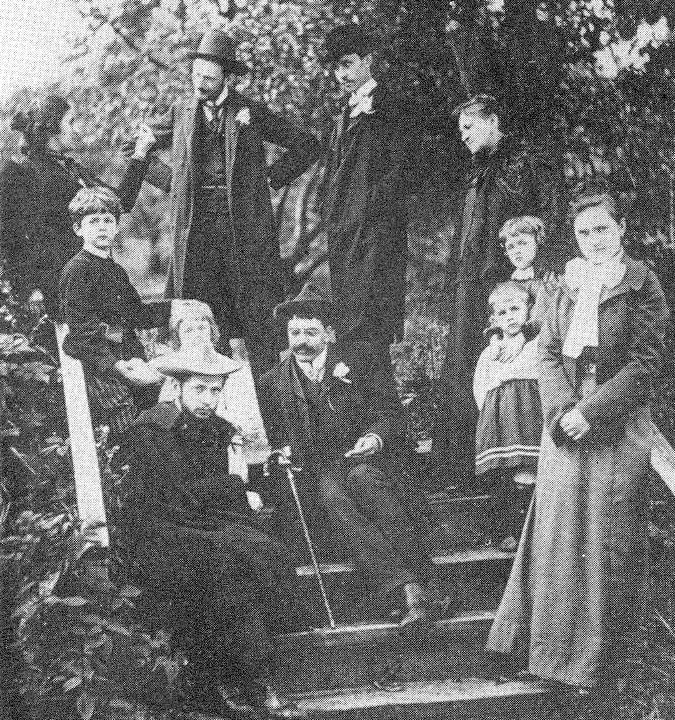
Płanetnicy we Lwowie. Stoją od prawej: Józefa Albinowska, Józef Ruffer, Antoni Stanisław Mueller, Maryla Wolska, siedzą: Ostap Ortwin i Leopold Staff (w pelerynie) oraz dzieci Maryli Wolskiej

Józef Ruffer (ur. 18 marca 1878 w Żółkwi – zm. 27 października 1940 w Warszawie) – polski malarz, poeta liryczny. 

## Życiorys
Uczęszczał do lwowskiego Gimnazjum im. Franciszka Józefa I, gdzie w roku 1896 zdał maturę. Przez kilkanaście lat przełomu XIX i XX w. był uczestnikiem poetyckich spotkań i dyskusji grupy nazwanej przez jej uczestników „Płanetnikami”. Studiował filozofię na Uniwersytecie Lwowskim. Po ukończeniu nauki podjął pracę w jednym z lwowskich gimnazjów jako wykładowca. Po stwierdzeniu przez lekarzy choroby płuc udał się na dłuższy pobyt do Włoch. Powrócił w 1907 roku i podjął naukę na Akademii Sztuk Pięknych w Krakowie.    
W 1909 r. poślubił Magdaleną Markówną, z którą miał czworo dzieci. W latach 1912–1920 przebywał we Francji, kontynuując studia rzeźbiarskie i pracując jako bibliotekarz w Bibliotece Polskiej w Paryżu. Drukował swoje wiersze w pismach emigracyjnych. Po powrocie do Polski pracował m.in. jako nauczyciel gimnazjalny w Toruniu, lektor języka francuskiego w szkole podchorążych w Warszawie oraz urzędnik w PKO i korektor w „Kurierze Warszawskim”.   
Brak środków finansowych oraz problemy zdrowotne miały wpływ na fakt, że nigdy nie osiągnął pozycji znaczącego poety i twórcy literackiego. Był utalentowanym twórcą, czego dowodem był wydany w 1903 roku zbiór liryków „Posłanie do dusz”, który zebrał bardzo pochlebne opinię. Ruffer przez swoje delikatne usposobienie i wrażliwość był określany jako „Santo Giuseppe”. 
Zmarł w wieku 62 lat, w swoim mieszkaniu przy ul. Filtrowej w Warszawie, z powodu wyczerpania i nędzy.  
W 1985 r. w Wydawnictwie Literackim ukazał "Wybór poezji" Józefa Ruffera, opracowany przez Martę Wykę.   
Józef Ruffer obecnie jest jednym z zapomnianych twórców, którego osobę przypomniał współczesnym Michał Żebrowski, który w 2001 roku nagrał album „Lubię, gdy kobieta” i umieścił tam wykonany w duecie z Kasią Stankiewicz utwór Józefa Ruffera „Obietnica ust”.

## Odznaczenia
- Złoty Wawrzyn Akademicki (5 listopada 1935)[4].